# 록맨 X 애니버서리 컬렉션
《록맨 X 애니버서리 컬렉션》(ロックマンX アニバーサリー コレクション)은 캡콤이 발매한 《록맨 X》 시리즈 합본이다. 1993년에 출시된 《록맨 X》부터 2004년 출시된 《록맨 X8》까지 총 8개의 게임을 수록했으며, 슈퍼 패미컴 및 플레이스테이션으로 제작된 첫 네 작품들과 플레이스테이션 1과 2로 제작된 후반기 네 작품들을 각각 묶어 두 개로 나눈 번들로 출시됐다. 닌텐도 스위치, 플레이스테이션 4, 엑스박스 원 및 윈도우로 제작됐으며, 유한회사 M2가 총개발을 맡았다. 서구권에선 《메가맨 X 레거시 컬렉션》(Mega Man X Legacy Collection)이란 제목으로 출시됐다.
본 게임들 이외에 《록맨 X》에 사용된 일러스트 및 프로모션 영상들 등을 볼 수 있는 박물관 모드와 역대 보스들을 두 명 동시에 상대하는 챌린지 모드도 포함됐다.

## 수록 게임
- 《메가맨 X 레거시 컬렉션》
  - 《록맨 X》
  - 《록맨 X2》
  - 《록맨 X3》 (슈퍼 패미컴판)
  - 《록맨 X4》
- 《메가맨 X 레거시 컬렉션 2》
  - 《록맨 X5》
  - 《록맨 X6》
  - 《록맨 X7》
  - 《록맨 X8》

## 같이 보기
- 《록맨 클래식스 컬렉션》
- 《록맨 클래식스 컬렉션 2》
- 《록맨 제로 & ZX 더블 히어로 컬렉션》